# 像白雲一樣
《像白雲一樣》（日语：／ Shiroi Kumo no Yōni），又譯《一如白雲》，是日本搞笑組合猿岩石的出道單曲，於1996年12月21日透過日本古倫美亞發行。單曲在發售首週僅名列Oricon週榜第23名，不過隨後銷量繼續上升，最終共計賣出114萬張，成為百萬歌曲。

## 簡介
日本電視台系《前進！電波少年》的歐亞大陸橫斷企劃終結後，猿岩石所屬的事務所以及《電波少年》的製作人土屋敏男認為兩人的歌喉「比想像中好」，於是決定為兩人製作歌曲，進行歌手出道。本作在發行當初並未受到大眾的關注，在開售首週只取得Oricon公信榜週榜第23名，銷量約2萬張。但是隨著兩人的知名度開始浸透到大眾文化中，單曲在第四週登上週榜頭十名，並上升至第三名。此後單曲繼續保持在榜上，銷量之高為搞笑藝人發行的CD中較為罕見的情況。最終，單曲在Oricon公信榜的總銷量超越一百萬，獲認證為百萬歌曲。
在製作過程中，原本播放《電波少年》的日本電視台打算找回同屬母公司日本電視控股旗下的唱片公司VAP發售本作品，但猿岩石的所屬藝能事務所太田製作最終選擇了日本古倫美亞，結果引起日本電視台不滿，不再在節目中起用太田製作的藝人，日本電視台內隸屬太田事務所的藝人松村邦洋也被降職。
本曲後來被A面曲《像白雲一樣》之作詞者藤井郁彌和作曲者藤井尚之所組成的兄弟組合F-BLOOD進行翻唱，另外在猿岩石的第8張單曲《擁抱昨天之前的你》（昨日までの君を抱きしめて）中也以「'98 Piano Strings Version」名義收錄了本單曲B面曲《為甚麼我會踏上路途呢》的鋼琴弦樂演奏版本。

## 評價
猿岩石在歌曲推出數年後就宣布解散，有音樂評論認為歌曲副歌部分的歌詞內容「被風吹拂消失了吧 我的腳印 被風吹著而去了啊 像白雲一樣」（風に吹かれて消えてゆくのさ 僕らの足跡 風に吹かれて歩いてゆくのさ 白い雲のように）將猿岩石的未來準確預測了出來。組合於2004年因兩人事業方向出現分歧而解散，因此實際上也如同白雲般「被風吹拂消失」。另外，單曲附送的歌詞本清楚分列出兩人在曲中演唱的部分，有吉和森脇的獨唱時間大致獲得平均分配，但是評論認為在副歌合唱的部分則明顯是森脇的聲音較為響亮，相較之下有吉只有總聲量的兩成左右，即使是在電視節目上現場演唱時主旋律也只聽到森脇的聲音。不過即使如此，歌曲仍獲得四星的評級（五星為滿分）。

## 收錄歌曲
1. 像白雲一樣（白い雲のように）
作詞：藤井郁彌（日语：藤井フミヤ）、作曲：藤井尚之（日语：藤井尚之）、編曲：松浦晃久（日语：松浦晃久）
2. 為甚麼我會踏上旅途呢（どうして僕は旅をしているのだろう）
作詞：高井良齊、作曲：尾上一平（日语：尾上一平）、編曲：松浦晃久
3. 像白雲一樣 -Original Karaoke（日语：オフヴォーカル）-
4. 為甚麼我會踏上旅途呢 -Original Karaoke-

## 商業合作
- 角川書店《World Walker》形象歌曲（日语：イメージソング）[1]
- 猿岩石主演電影《一生、想以遊玩生活下去》（一生、遊んで暮らしたい）主題歌
- 麒麟飲料（日语：キリンビバレッジ）「麒麟之泡」CM歌曲（安藤裕子演唱）

## 翻唱版本
- F-BLOOD（日语：F-BLOOD） 《F-BLOOD》（現場演唱版本收錄於《LIVE》）
- 今井雄三（日语：今井ゆうぞう） 《與你步行的時間》（君と歩いた時間）
- 加羽澤美濃《Piano Pure/Memory of 1997》（ピアノ・ピュア/メモリー・オブ・1997）
- 島谷瞳《男歌II〜懷念20世紀〜（日语：男歌II〜20世紀ノスタルジア〜）》
- Permanent Fish（日语：Permanent Fish）《reply→》
- May J. with Chris Hart《Summer Ballad Covers（日语：Summer Ballad Covers）》

## 收錄作品
- 猿岩石作品
  - 偶然（日语：まぐれ）（#1）
  - 擁抱昨天之前的你（#1 '98 Piano Strings Version）
  - 通信簿〜SARUGANSEKI SINGLES〜（日语：通信簿〜SARUGANSEKI SINGLES〜）（#1、2）
  - GOLDEN☆BEST 像白雲一樣 猿岩石（日语：GOLDEN☆BEST 白い雲のように 猿岩石）（#1、2、3）

| - 雜錦精選專輯 - HIT JAM （1997年4月19日、日本古倫美亞） - 20世紀BEST 民俗音樂&新音樂・歷史 古倫美亞篇 Vol.2 （，1999年11月3日、日本古倫美亞） - 日本電視台開台50週年紀念 TV GENERATION 日Tele GOLDEN BEST （，2003年8月28日、VAP） - 心動SONGS （，2008年9月24日、日本古倫美亞） - 國民Hits-MEGA☆HIT-〜MEGA HT再來一遍!!〜 （，2008年10月22日、日本古倫美亞） | - colorful〜TV綜藝・HIT〜 （，2009年8月19日、Sony Music Direct） - All right! 變得有元氣的歌曲 （，2009年10月7日、Sony Music Direct） - 青春TV倶樂部 綜藝篇 （，2009年11月18日、日本古倫美亞） - J-Popper傳說淚 [DJ和 in No.1 J-POP MIX] （，2010年2月17日、SMA） - 旅之歌 （，2010年10月27日、索尼音樂娛樂） |  |

## 外部連結
- YouTube上的翻唱版）